# الدوري الإنجليزي لكرة القدم 1968–69
الدوري الإنجليزي لكرة القدم 1968–69 (بالإنجليزية: 1968–69 Football League)‏ هو موسم من دوري كرة القدم الإنجليزي. فاز فيه ليدز يونايتد.